# Triclini

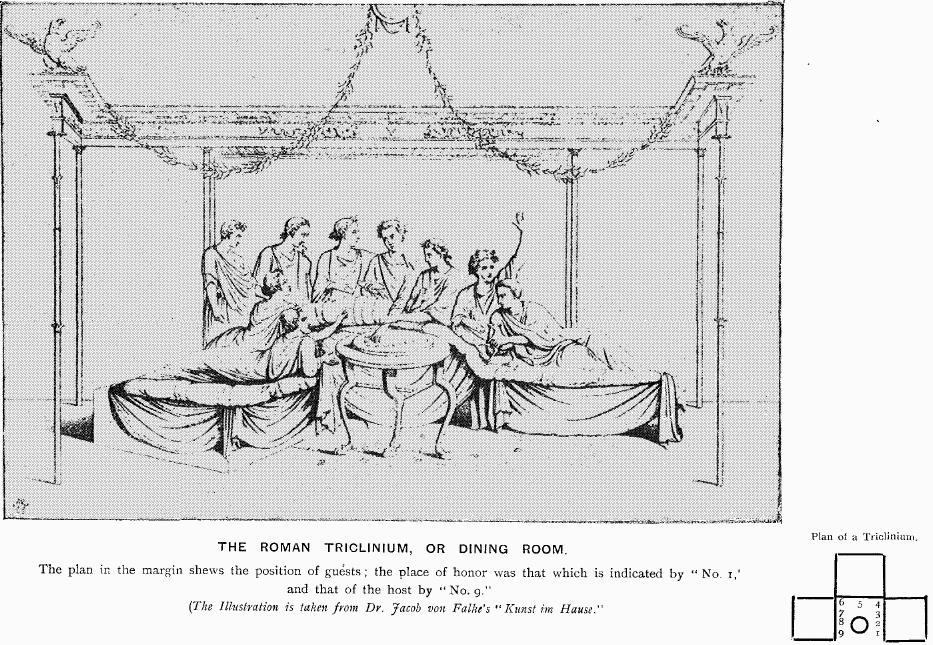
Triclini romà en un dibuix del segle XIX

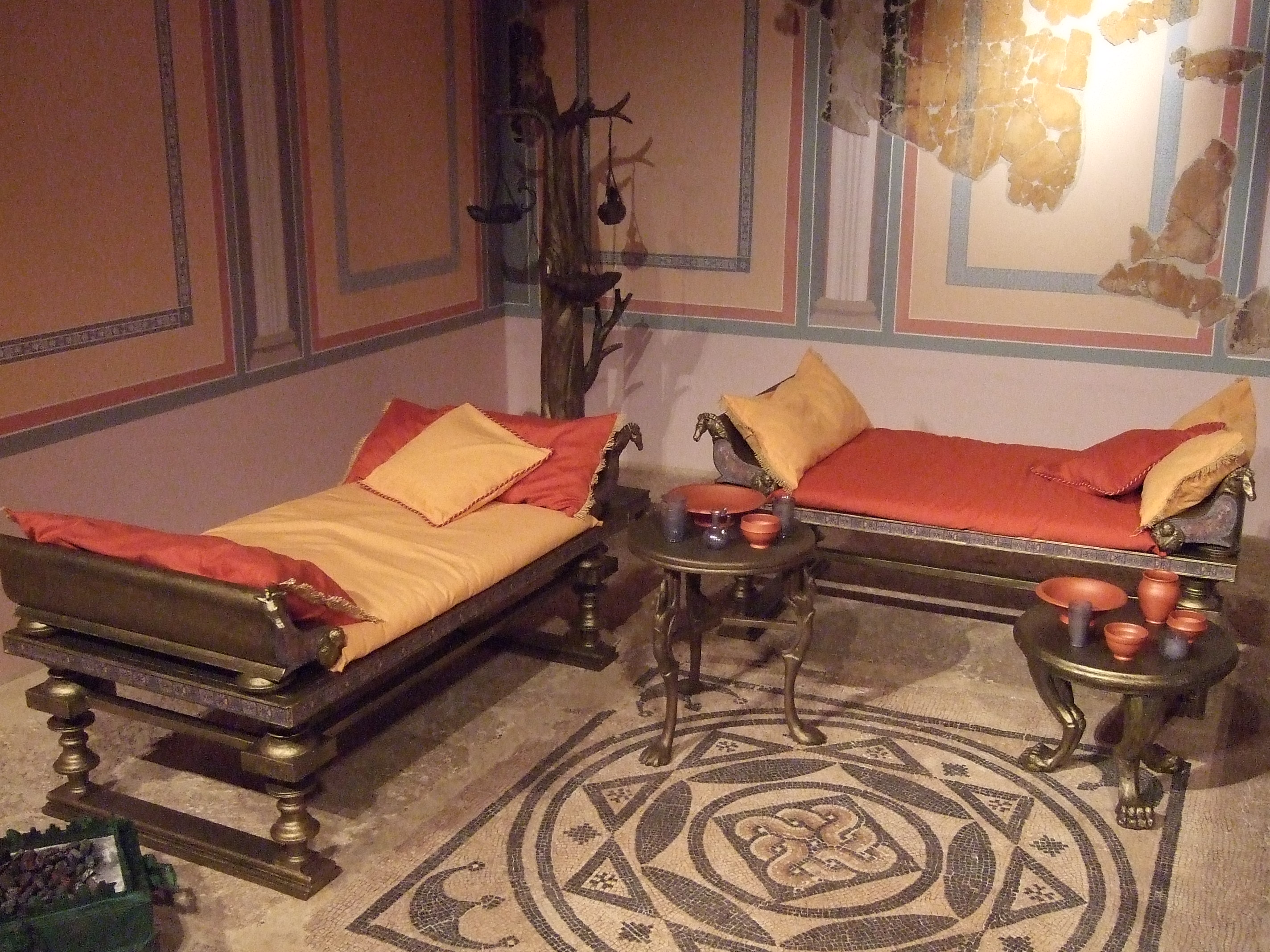
Recreació d'un triclini

El triclini (del llatí triclinium, provinent del grec τρικλίνιον, triklínion, de τρι-, tri-, 'tres', i κλίνη, kline, mena de llit, butaca llarga, sofà o, més aviat, chaise longue) era l'estança d'una casa romana amb la funció de menjador.
El nom s'origina perquè a l'habitació hi havia tres d'aquests mobles coberts amb coixins, al voltant de tres dels costats de la taula, i pel quart que quedava se servia el menjar. Els romans menjaven estirats damunt aquests mobles, recolzats sobre el costat esquerre. A les cases dels antics romans, especialment els patricis, el triclini era molt comú. El sopar era un ritual a la vida dels antics romans i es perllongava des del començament del vespre fins a altes hores de la nit. Generalment, entre 10-20 persones se situaven al voltant d'una taula disposats de manera que pogués destacar la seva importància en funció de la proximitat al propietari. Donada la importància del triclini, es decorava amb mosaics i pintures a les parets. En la decoració d'aquestes habitacions eren molt comunes les imatges de Dionís i Venus, així com les natures mortes. Les cases dels nobles tenien almenys dos mobles on reclinar-se i no era difícil trobar cases que en tenien quatre o més. En aquestes cases, el triclinius maius (menjador gran) es va utilitzar per organitzar festes a les quals hi assistia un gran nombre de convidats. Des de les butaques es menjava i bevia durant l'àpat, mentre es feien espectacles de cant i ball per entretenir els convidats; la decoració de les sales sovint se centrava en l'èpica d'Enees i de l'Eneida.